# Tompa
Tompa – miasto na Węgrzech, w komitacie Bács-Kiskun w powiecie Kiskunhalas. Liczy 4689 mieszkańców (styczeń 2011).